# VV Pijlslag Quintus
VV Pijlslag Quintus is een volleybalvereniging uit Kwintsheul en maakt deel uit van Sport Federatie Quintus. De vereniging is ontstaan door een fusie tussen VV Pijlslag uit Naaldwijk en VV Quintus uit Kwintsheul in 2007. Er wordt nog in beide plaatsen gespeeld door de jeugd en recreanten.